# Еріу-Синкрай
Еріу-Синкрай (рум. Eriu-Sâncrai) — село у повіті Сату-Маре в Румунії. Входить до складу комуни Крайдоролц.
Село розташоване на відстані 437 км на північний захід від Бухареста, 29 км на південний захід від Сату-Маре, 112 км на північний захід від Клуж-Напоки.

## Населення
За даними перепису населення 2002 року у селі проживали 630 осіб.
Національний склад населення села:
| Національність | Кількість осіб | Відсоток |
| -------------- | -------------- | -------- |
| румуни         | 295            | 46,8%    |
| угорці         | 247            | 39,2%    |
| цигани         | 69             | 11,0%    |
| українці       | 19             | 3,0%     |

Рідною мовою назвали:
| Мова       | Кількість осіб | Відсоток |
| ---------- | -------------- | -------- |
| румунська  | 313            | 49,7%    |
| угорська   | 304            | 48,3%    |
| українська | 12             | 1,9%     |